# Охотники (телесериал, 2020)
«Охотники» (англ. Hunters) — американский драматический телесериал, премьера которого состоялась на сервисе Amazon Prime Video 21 февраля 2020 года. В августе 2020 года сериал был продлён на второй финальный сезон, премьера которого состоялась 13 января 2023 года.

## Сюжет
Сюжет «Охотников» повествует о группе охотников за нацистами, проживающих в Нью-Йорке в 1977 году. «Охотники» обнаруживают, что сотни высокопоставленных нацистов проживают в США и намереваются создать там Четвёртый рейх. Разнородная команда «охотников» начинает свою кровавую миссию по привлечению нацистов к ответственности и срыву их новых планов по геноциду.

## Актёрский состав
- Логан Лерман — Джона Хайдельбаум
- Аль Пачино — Мейер Офферман, глава «охотников»
- Джеррика Хинтон — Милли Моррис, агент ФБР
- Дилан Бейкер — Бифф Симпсон, заместитель государственного секретаря, нацист
- Лена Олин — Полковник, глава Четвёртого рейха
- Грег Остин[англ.] — Трэвис Лейх
- Кэтрин Тейт
- Тиффани Бун[англ.] — Рокси Джонс, водитель, боец
- Кейт Малвани — сестра Харриет, бывший сотрудник МИ-6
- Сол Рубинек — Марри Марковиц
- Кэрол Кейн — Минди Марковиц
- Джош Рэднор — Лонни Флэш, актёр
- Луи Озава — Джо Мидзусима, ветеран войны во Вьетнаме, боец
- Джинни Берлин — Руфь Хайдельбаум, бабушка Джоны
- Джонно Дэвис — Тобиас
- Джеймс Легро — Хэнк Гримсби, бывший сотрудник OSS, сотрудник ФБР
- Калеб Эмери — Артур Маккиган
- Генри Хантер Холл — Шерман Джонсон
- Юлисса Бермудес — Мария
- Феникс Ноэль — Малика, дочь Рокси
- Меган Чаннелл — Катарина Лёв
- Майлз Дж. Джексон — Дэнни Рор
- Бекки Энн Бейкер — Хуанита Крепс, министр торговли
- Селия Уэстон — Дотти
- Бен Ливингстон — президент, Джимми Картер
- Кристиан Оливер — Вильгельм Цухс, «Волк», врач в Освенциме
- Зак Щор — молодой Мейер
- Энни Хэгг — молодая Руфь

#### Приглашённые звёзды
- Джош Мостел — раввин Стеклер
- Барбара Зукова — Тильда Сауэр
- Джун Баллинджер — женщина с тростью
- Джадд Хирш — Симон Визенталь
- Кейр Дуллеа — Клаус Рейнхарт
- Уильям Сэдлер — Фридрих Манна
- Джон Ноубл — Фредрик Хаузер

## Эпизоды

### Сезон 1 (2020)
| № | Название                                                                                 | Режиссёр            | Автор сценария                         | Дата премьеры   |
| --- | ---------------------------------------------------------------------------------------- | ------------------- | -------------------------------------- | --------------- |
| 1 | «Во чреве кита» «In the Belly of the Whale»                                              | Алфонсо Гомес-Рехон | Дэвид Уил                              | 21 февраля 2020 |
| Джона Хайдельбаум становится свидетелем убийства его бабушки, Руфи Хайдельбаум, убийца сбегает. Джона клянётся узнать правду о её смерти. На похоронах он встречает старого друга Руфи, Мейера Оффермана. Заместитель госсекретаря США, Бифф Симпсон устраивает барбекю, куда приходит Хелен Хирш, еврейка, пережившая лагерь смерти. Она вспоминает его, заявляет, что он — нацист и требует вызвать полицию. Бифф убивает всех гостей, включая собственную семью. Джона вламывается в дом Мейера, но находит лишь несколько улик, которые помогают ему найти убийцу Руфи, им оказывается владелец магазина игрушек, нацист, охранник в лагере Освенцим, который убил младшую сестру Руфи. Он берет Джону в плен, но появляется Мейер и убивает его. |                                                                                          |                     |                                        |                 |
| 2 | «Кадиш скорбящего» «The Mourner's Kaddish»                                               | Уэйн Йип            | Дэвид Уил                              | 21 февраля 2020 |
| Мейер приводит Джону к «Охотникам», которые не готовы принять его в группу. Но мальчик у них на глазах рассекречивает сложный шифр и получает признание группы. Джона узнает, что Руфь была активным членом «Охотников» и создала обширный архив исторических файлов. Агент ФБР Милли, расследует смерть ученого из НАСА и начинает замечать в деле связь с бывшими нацистами. Трэвис, нацист из Америки, работающий на Полковника, отправляется во Флориду, чтобы узнать, кто убивает нацистов. «Охотники» разыскивают продюсера, Карла Холштедера, который раньше был радиоинженером в лагере Бухенвальд. Он каждую субботу отбирал 10 евреев и заставлял их петь, как только кто-то из них фальшивил, Карл убивал его. «Охотники» приходят в его дом и находят, казалось бы, безобидные радиосообщения, которые мужчина тайно передавал, но им не удаётся их расшифровать, так как Джона проявляет сочувствие к нацисту, а тот воспользовавшись ситуацией, берёт мальчика в заложники. «Охотникам» приходится убить Карла. |                                                                                          |                     |                                        |                 |
| 3 | «Когда видения бабушки кружили в его голове» «While Visions of Safta Danced in His Head» | Уэйн Йип            | Никки Тоскано                          | 21 февраля 2020 |
| Марри и Минди обнаруживают шифр в радиосообщениях Карла, в котором говорится, что некоторые трагические события прошлого США были частью нацистского заговора. В сообщениях говорится, что следующая крупная нацистская диверсия запланирована на 13 июля 1977 года, а местом проведения выбран Нью-Йорк. Друг Джоны, подменявший последнего на работе, был убит Трэвисом. |                                                                                          |                     |                                        |                 |
| 4 | «Благочестивые воры» «The Pious Thieves»                                                 | Нелсон Маккормик    | Марк Бианкулли                         | 21 февраля 2020 |
| «Охотники» обнаруживают хранилище еврейских ценностей, отнятых у евреев нацистами во время войны. Хранилище находится в банке в Нью-Джерси. Джона находит записи Руфь, в которых описывается развитие её отношений с Мейером в концентрационном лагере Освенцим. |                                                                                          |                     |                                        |                 |
| 5 | «Ночью все птицы чёрные» «At Night, All Birds are Black»                                 | Денни Гордон        | Дэвид Дж. Росен                        | 21 февраля 2020 |
| В концентрационном лагере Освенцим доктор по кличке Волк предлагает Руфь работать с ним, но она отказывается, в отместку он начинает мучить Мейера. Половина «Охотников» отправляется в Алабаму, чтобы найти нацистского доктора, который экспериментировал над заключенными во время войны, в то время, как другая часть группы находит Тильду Сауэр, нацистского пропагандистского кинорежиссера. Милли продолжает вести своё расследование о присутствии нацистов в Америке. Сестра Харриет находит высокопоставленного нациста и уезжает вместе с ним. |                                                                                          |                     |                                        |                 |
| 6 | «Руфь. 1:16.» «(Ruth 1:16)»                                                              | Миллисент Шелтон    | Закия Александер                       | 21 февраля 2020 |
| В день свадьбы своей дочери Мюррей вспоминает, как его с женой и маленьким сыном отправили в концентрационный лагерь, где офицер убил их сына. Демонстрируются воспоминания сестры Харриет, оказывается, что она была тайно переправлена в Английский монастырь с другими молодыми девушками, чтобы спрятаться на время войны. Она приезжает на свадьбу, и демонстрирует «Охотникам» пленного нациста, которого она связала и запихнула в багажник. Харриет утверждает, что пленник является тем самым офицером, который убил сына Марри и Минди. Милли идёт в бар, где её избивает неизвестный человек. Милли расстается со своей девушкой, опасаясь, что на неё тоже нападут. Трэвис вламывается в особняк Мейера и собирается сжечь архив «Охотников». |                                                                                          |                     |                                        |                 |
| 7 | «Шалом, ублюдок» «Shalom Motherfucker»                                                   | Нелсон Маккормик    | Эдуардо Хавьер Канто и Райан Малдонадо | 21 февраля 2020 |
| Мейер признаёт, что он дедушка Джоны. Милли, несмотря на то, что она знает о нацистском заговоре, обвиняет Оффермана в убийствах и получает ордер на его арест. Когда Джона расшифровывает последнюю часть музыкального кода, «Охотники» понимают, что заговор состоял в том, чтобы пропустить партию биологического оружия через порт Нью-Йорка, отключить электроэнергию в Нью-Йорке и устроить теракт в переполненном вагоне метро. Мюррей и Джона спасают пассажиров, но Марри не удаётся обезвредить бомбу и он погибает. |                                                                                          |                     |                                        |                 |
| 8 | «Еврейский вопрос» «The Jewish Question»                                                 | Майкл Аппендал      | Дэвид Уил и Чарли Каслер               | 21 февраля 2020 |
| После похорон Мюррея, Минди убивает нациста, который застрелил её сына. Мейер рассказывает Джоне, почему он и Руфь так и не женились: в Освенциме Мейер решил застрелить одиннадцать евреев, чтобы не дать Волку убить Руфь. «Охотники» находят нацистского ученого, работающего на НАСА, Вернера фон Брауна. |                                                                                          |                     |                                        |                 |
| 9 | «Старый добрый нацистский пикник 77 года» «The Great Ole Nazi Cookout of '77»            | Нелсон Маккормик    | Никки Тоскано                          | 21 февраля 2020 |
| Эпизод начинается с раскрытия причин, по которым нацистов после окончания войны привлекли для работы на Соединенные Штаты. Это было сделано для того, чтобы СССР не смог привлечь их для своей космической программы. «Охотники» нападают на бункер Четвертого рейха, где нацисты разрабатывали патоген, который был замаскирован под кукурузный сироп, и уничтожают там всё. Во время захвата у Джоны есть шанс убить Тревиса, но Милли отговаривает мальчика и арестовывает нациста. Полковник пытается скрыться на машине, водителем которой оказывается Мейер. Когда она понимает, кто он, женщина стреляет в него, Мейер теряет управление, машина падает в реку. |                                                                                          |                     |                                        |                 |
| 10 | «И те и эти» «Eilu v' Eilu»                                                              | Майкл Аппендал      | Дэвид Уил                              | 21 февраля 2020 |
| Харриет спасает Мейера. «Охотники» считают, что «Полковник» мертва. Джона начинает поиски «Волка», нацистского врача, который пытал Мейера и Руфь тридцать лет назад. Из записей бабушки Джона находит файлы, которые помогают ему вычислить местонахождение хирурга, которого он считает тем самым «Волком». Джона приводит его к Мейеру и тот казнит нациста. Но перед тем как убить его, Мейер не читает молитву, которую он поклялся прочесть, если бы ему удалось поймать «Волка». Испуганный Джона осознаёт, что Мейер на самом деле и есть «Волк». Вильгельм Цухс признаётся, что он убил настоящего Мейера, украл его личность и позже сделал пластическую операцию, (её провёл хирург СС, которого он только что убил). Зухс тридцать лет жил с телом и личностью еврея, он начал сожалеть о своих действиях. Визит Руфь год назад вдохновил его собрать «Охотников» вместе, чтобы искупить свои грехи. Джона убивает Цухса и раскрывает правду другим «Охотникам». Харриет, посоветовавшись с неизвестной женщиной, предлагает оставшимся «Охотникам» продолжить свою деятельность в Европе. Джо Мидзусима похищен и доставлен в Аргентину, где он обнаруживает, что «Полковник» жива, она оказывается Евой Браун. Она живет с Адольфом Гитлером и четырьмя арийскими детьми. |                                                                                          |                     |                                        |                 |

### Сезон 2 (2023)
| № общий | № в сезоне | Название | Режиссёр           | Автор сценария                             | Дата премьеры  |
| ------- | ---------- | --- | ------------------ | ------------------------------------------ | -------------- |
| 11      | 1          | «Масляный скульптор года в день ван Глуттена 1972 года» «Van Glooten's Day 1972 Butter Sculptor of the Year» | Фил Абрахам        | Дэвид Уил                                  | 13 января 2023 |
| 12      | 2          | «Буэнос-Айрес» «Buenos Aires»                                                                                | Фил Абрахам        | Дэвид Уил, Дэвид Дж. Роузен                | 13 января 2023 |
| 13      | 3          | «Утка. Перепел. Гусь. Ворона» «Duck. Quail. Goose. Crow.»                                                    | Сэм Тейлор-Джонсон | Дэвид Дж. Роузен                           | 13 января 2023 |
| 14      | 4          | «Тариф» «The Fare»                                                                                           | Фил Абрахам        | Дэвид Дж. Роузен, Дария Полатин, Дэвид Уил | 13 января 2023 |
| 15      | 5          | «Кровавая банда» «Blutsbande»                                                                                | Тиффани Джонсон    | Татьяна Суарес-Пико                        | 13 января 2023 |
| 16      | 6          | «Только мёртвые» «Only the Dead»                                                                             | Фил Абрахам        | Хейли З. Бостон, Тори Сэмпсон              | 13 января 2023 |
| 17      | 7          | «Дом» «The Home»                                                                                             | Дэвид Уил          | Дэвид Уил                                  | 13 января 2023 |
| 18      | 8          | «Суд над Адольфом Гитлером» «The Trial of Adolf Hitler»                                                      | Фил Абрахам        | Дэвид Уил, Чарли Каслер                    | 13 января 2023 |

## Производство
17 мая 2018 года было объявлено, что Amazon Prime Video начинает производство телесериала «Охота», первый сезон которого будет состоять из 10 эпизодов. Создателем сериала стал Дэвид Уил (David Weil), который также станет исполнительным продюсером наряду с Джорданом Пилом, Томом Лесински, Дженной Сантоиани и Уином Розенфелдом. Уил также станет сценаристом. Производством сериала займутся компании Monkeypaw Productions и Sonar Entertainment. 7 августа 2018 года было объявлено, что Никки Тоскано станет ещё одним исполнительным продюсером и вторым шоураннером наряду с Уилом.
В августе 2020 года сериал был продлён на второй финальный сезон, премьера которого состоялась 13 января 2023 года.

## Критика
Сериал получил смешанные отзывы.
На сайте Rotten Tomatoes сериал имеет рейтинг 65 % на основании 111 рецензий критиков, со средней оценкой 6,1 из 10.
На сайте Metacritic сериал набрал 55 баллов из 100 на основании 37 отзывов критиков, что указывает на «смешанные или средние оценки».